# Jorge Arbeleche
Para otras acepciones, véase Arbeleche (desambiguación)
Jorge Arbeleche (Montevideo, 23 de octubre de 1943) es un poeta, ensayista, y profesor de literatura uruguayo. En 1999 recibió el Premio Nacional de Literatura de Uruguay. 

## Biografía
Cursó estudios básicos en la Escuela y Liceo Elbio Fernández.
Se tituló de Profesor de Literatura en el Instituto de Profesores Artigas en 1969 y desde 1985 da clases allí. 
En sus primeros años de autor dedicó una parte de su vida académica al estudio y recuperación de la obra e imagen de Juana de Ibarbourou. Su segundo libro, Los instantes (1970), cuenta con una introducción de la poetisa.
En 1993 publicó Ágape, una antología que incluye escritos de los ocho libros editados hasta ese momento.
Es miembro de número de la Academia Nacional de Letras del Uruguay y socio fundador de la Casa de los Escritores del Uruguay.

## Obra
- 1968, Sangre de la luz
- 1970, Los instantes
- 1974, Las vísperas
- 1976, Los ángeles oscuros
- 1979, Alta noche
- 1983, La casa de la piedra negra
- 1989, El aire sosegado
- 1991, Ejercicio de amar
- 1993, Ágape
- 1996, Alfa y Omega
- 2005, El guerrero (Artefato)
- 2006, El bosque de las cosas. Antología 1968-2006 (Montevideo: Librería Linardi y Risso - Colección La Hoja Que Piensa N.º 11)
- 2012, Canto y contracanto [antología personal]. Presentación ("Jorge Arbeleche: síntesis dialéctica") de Rafael Courtoisie. Colofones de Marosa di Giorgio y Martha L. Canfield. Imagen de carátula Jorge Eduardo Eielson. Lima: Editorial Nido de Cuervos - Colección El Junco Susurrante N.º 13. 143 pp. Contiene: Thánatos, Eros, Poiesis, Logos y Cáritas. ISBN 978-612-00-0731-0
- 2013, Parecido a la noche Ediciones Vitruvio. Madrid.
- 2014, Mito (1968-2014) Ediciones Vitruvio. Madrid.

## Premios
- 2000, Primer Premio del Ministerio de Educación y Cultura por Para hacer una pradera.
- 2015, Premio Bartolomé Hidalgo
- 2018, Premio Escarcela Uruguay.
- Premio Legión del Libro.